# Eric Ewazen
Eric Ewazen (Cleveland, Ohio, 1 maart 1954) is een Amerikaans componist en muziekpedagoog. 

## Levensloop
Ewazen studeerde vanaf 1972 aan de Eastman School of Music en behaalde daar zijn Bachelor of Music. Later ging hij aan de Juilliard School of Music en behaalde zijn Master of Music en promoveerde tot Doctor of Musical Art.  Zijn leraren waren onder andere Milton Babbitt, Samuel Adler, Warren Benson, Joseph Schwantner en Gunther Schuller.
Zijn werken werden uitgevoerd door talrijke ensembles en orkesten in de Verenigde Staten en daarbuiten. Bekende Amerikaanse festivals zoals in Woodstock, Tanglewood, Aspen, Caramoor, Tidewater en de Music Academy of the West hebben zijn werken geprogrammeerd. Hij schreef vele opdrachten voor organisaties en orkesten zoals Greenwich Symphony Orchestra, American Brass Quintet, Jerome Foundation en de universiteiten van Arizona en Oklahoma enzovoort. 
Sinds 1980 is hij hoogleraar compositie aan de Juilliard School of Music in New York en lecturer voor de New York Philharmonic's Musical Encounters Series. Verder is hij docent aan de Hebrew Arts School en aan het Lincoln Center Institute. 
Hij was tweede voorzitter van de League of Composers - International Society of Contemporary Music van 1982 tot 1989.

## Composities

### Werken voor orkest
- 1986 Chamber Symphony, voor kamerorkest
- 1987 Ballad, voor klarinet, harp en strijkorkest
- 1989 Concerto, voor fluit en kamerorkest
- 1992 Concerto, voor tenorsaxofoon en orkest
- 1997 Concerto, voor bastrombone of tuba en orkest
  1. Allegro
  2. Andante Espressivo
  3. Allegro
- 1997 Concerto, voor viool en strijkorkest
- 1998 Concerto, voor trompet en strijkorkest
- 1999 Down a River of Time
- 1999 Concerto, voor marimba en strijkorkest
- 2000 Overture to the School for Strings, voor strijkorkest
- 2001 Sinfonia, voor strijkorkest
- 2002 Concerto, voor hoorn en strijkorkest
- 2003 Cascadian Concerto, voor blaaskwintet en orkest
- 2005 Rhapsody, voor trompet en orkest
- Concerto, voor tenortrombone en orkest
- Rhapsody, voor bastrombone en strijkorkest

### Werken voor harmonieorkest
- 1990 Celtic Hymns and Dances
- 1996 Shadowcatcher, voor koperkwintet en harmonieorkest
- 2000 Legacy
  1. ...of a Fortress Over a River Valley
  2. ...of Fields of Battle
  3. ...of Home and Country
- 2000 Concerto, voor bastrombone of tuba en harmonieorkest
- 2001 A Hymn for the Lost and the Living
- 2001 Concerto, voor tenortrombone en harmonieorkest
- 2001 Flight
- 2002 Celebration of a Cherished Life
- 2002 Concerto, voor fagot en harmonieorkest
- 2003 Visions of Light, concert voor tenortrombone en harmonieorkest
- 2003 Concerto, voor eufonium en harmonieorkest
- 2003 Concerto, voor marimba en harmonieorkest
  1. Andante-Allegro Vivace
  2. Andante Cantabile
  3. Allegro con Fuoco
- 2004 Concerto "Danzante", voor trompet en harmonieorkest
- 2004 Palmetto Suite, voor alttrombone en harmonieorkest
  1. Wild Dunes
  2. Low Country
  3. Isle of Palms
- 2005 Southern Landscapes
- 2007 Celestial Dancers
- Concerto, voor trombone en harmonieorkest
- Concerto, voor slagwerk en harmonieorkest

### Vocale muziek
- 1977 Psalm 90, voor bariton, hoorn en piano
- 1987 Ballads of a Bohemian, voor sopraan, fluit, hobo en piano
- 1987 Songs of Love and Loss, voor bariton en piano
- 1983 Four Lyrics of Edna St. Vincent Millay, voor sopraan en piano
- 1990 Three Lyrics of Edna St. Vincent Millay, voor sopraan en piano
- 1991 Three Songs of Peter Rocjewicz, voor sopraan en piano
- 1993 Scenarios from a Mixed Landscape, voor sopraan, altviool en harp
- 1995 SeaSkye Songs, voor sopraan en piano
- 1998 An Elizabethan Songbook, voor mezzosopraan, tenor en piano
- ...to cast a shadow again, voor bariton of mezzosopraan, trompet en piano

### Kamermuziek
- 1973 Dagon, voor 5 cello's
- 1979 Kronos, voor koperkwintet en pauken
- 1987 Ballade, voor klarinet, harp en strijkers
- 1987 Colchester Fantasy, voor koperkwintet
- 1993 Sonata, voor trombone en piano
- 1994 Ali'i Suite, voor fluit en piano
- 1994 Strijkkwintet
- 1997 Strijkkwartet
- 2000 Myths and Legends, voor trombonekwartet
- 2000 Posaunenstadt, voor 12 trombones
- 2001 Grand Valley Fanfare, voor koperkwintet
- 2002 High Desert Octet, voor 8 hoorns
- 2002 Great Lakes Fanfare, voor trombone oktet
- 2003 A Philharmonic Fanfare, voor trompet, hoorn en trombone
- 2003 Woodland Quartet, voor hoornkwartet
- 2004 Sonatina, voor twee trompetten
- Ballade, voor bastrombone en piano
- Ballade for a Ceremony, voor trompet en piano
- Ballade, Pastorale & Dance, voor fluit, hoorn en piano
- Concertino, voor bastrombone en trombonekoor (8 trombones en 2 bastrombones)
- Concerto', voor bastrombone/bastuba en orkest/piano
- Fantasia, voor zeven trompetten
- Fantasy and Double Fugue, voor trombone oktet
- Grand Canyon Octet, voor 8 trombones
- Mandala, voor fluit, klarinet, trompet, viool en cello
- Mosaic, sonate voor marimba, fluit en fagot
- Pastorale, voor trompet, trombone en piano
- Roaring Fork, kwintet voor blazers (fluit, hobo, klarinet, fagot en hoorn)
- Sonata, voor altviool en piano
- Sonata, voor hoorn en piano
- Sonata, voor trompet en piano
- Symphony in Brass, voor 4 trompetten, 4 hoorns, 3 trombones, bastrombone, tuba, 2 slagwerkers
- Trio, voor trompet, viool en piano
- Trio, voor fagot, hoorn en piano
- Quintet, voor trompet en strijkers
- Western Fanfare, voor koperkwintet

### Werken voor marimba
- Northern Lights

### Werken voor slagwerk
- Palace of Nine Perfections
  1. Procession of the Emperor
  2. Through Valleys of Mist
  3. Past Mountain Cliffs to the Paradise of the Immortals